# 에밀 음펜자
에카 바쑹가 로콘다 "에밀" 음펜자(Eka Basunga Lokonda "Émile" Mpenza, 1978년 7월 4일, 벨기에 젤릭 ~ )는 벨기에의 전 축구 선수로, 포지션은 스트라이커이다. 1998년 FIFA 월드컵과 UEFA 유로 2000에서 벨기에 대표로 활약하였다. 형제인 음보 음펜자 역시 벨기에 대표로 활약하였다.
음펜자는 KV 코르트레이크에서 선수 생활을 시작하였다. 그리고 1년 후 RE 무스크롱으로 이적하면서 실력을 키워나갔다. 스탕다르 리에주에서 형인 음보 음펜자와 함께 선수 생활을 했으며, 2000년에 독일 분데스리가의 FC 샬케 04로 옮기게 되었다.
하지만 2003년에 스탕다르 리에주로 되돌아 왔으며, 2004년에는 함부르거 SV에서 36경기 5골을 기록했지만 그의 관심은 다른 곳으로 향해 있었다. 바로 카타르 리그에서 뛰어보는 것이었다. 사람들은 음펜자가 카타르 리그로 가는 것을 비난하였다. 하지만 그는 "카타르에서 뛸 나의 결정을 비난하였던 사람들에게 복수하겠습니다."라는 말로 사람들의 비난을 잠재웠다. 2006년 1월, 카타르 리그 알라얀 SC에서 활약하며 축구 선수로써 최고의 활약을 보여주었다.
카타르 리그에서 활약한 뒤 그는 2007년 맨체스터 시티에 입단했으며, 2007년 2월 14일 그는 벨기에 라디오에서 '나는 끝나지 않았습니다. 맨체스터에서 그것을 증명해 보일 것입니다."라고 말하였다. 2008년 잉글랜드 챔피언십리그의 플리머스 아가일에 입단하였지만, 주전 자리를 차지하지 못하고 2009년 스위스 슈퍼리그의 FC 시옹으로 이적하였다.